# Grijze wolaap
De grijze wolaap (Lagothrix lagotricha cana) is een zoogdier uit de familie van de grijpstaartapen (Atelidae). De wetenschappelijke naam van de ondersoort werd voor het eerst geldig gepubliceerd door Étienne Geoffroy Saint-Hilaire in 1812.

## Kenmerken
Wolapen zijn stevig gebouwd, met krachtige schouders, heupen en staart en bezitten een dikke, zachte en krullige vacht, die bij deze soort grijs is met zwarte vlekken en donkerder grijs op kop, handen, voeten en staartpunt. De staart wordt gebruikt om aan takken te hangen. Bij sommige exemplaren vertoont de buikzijde een rode gloed. Mannetjes zijn over het algemeen groter dan vrouwtjes. De lichaamslengte bedraagt 50 tot 65 cm, de staartlengte 55 tot 77 cm en het gewicht 4 tot 10 kg.

## Leefwijze
Ze leven in groepen die zich opsplitsen als ze op zoek gaan naar voedsel, dat bestaat uit vruchten, bladen, bloemen, boomsappen, zaden en klein gedierte. Deze vreedzame, zachtmoedige aap staat het dikwijls toe, dat leden van andere groepen zich in zijn territorium ophouden.

## Voortplanting
Na een draagtijd van 233 dagen wordt een enkel jong ter wereld gebracht, dat vrijwel meteen de buik van de moeder opzoekt. Na een week verhuist het naar haar rug. Na 6 maanden wordt het gespeend.

## Bedreiging
De grijze wolaap heeft behoefte aan grote gebieden om er vrijelijk in rond te zwerven. Dit wordt steeds lastiger, omdat de bossen waarin ze leven steeds meer versnipperd raken. Daarbij komt ook nog eens, dat ze bedreigd worden door jagers, omdat hun vlees erg gewild is.

## Verspreiding
Deze soort komt voor in de tropische wouden van centraal Zuid-Amerika, met name in Brazilië zuidelijk van de Amazone.